# Laines-aux-Bois
Laines-aux-Bois ist eine französische Gemeinde mit 530 Einwohnern (Stand 1. Januar 2022) im Département Aube in der Region Grand Est. Die Gemeinde gehört zum Arrondissement Troyes und zum Kanton Les Riceys. Die Einwohner werden Laignerans genannt.

## Geographie
Laines-aux-Bois liegt etwa neun Kilometer südwestlich von Troyes. Umgeben wird Laines-aux-Bois von den Nachbargemeinden Saint-Germain im Norden und Nordosten, Saint-Pouange im Osten, Souligny im Süden, Vauchassis im Westen sowie Prugny im Westen und Nordwesten. 
Am östlichen Rand der Gemeinde führen die Autoroute A5 und die Route nationale 77 entlang.

## Einwohnerentwicklung
| 1962 | 1968 | 1975 | 1982 | 1990 | 1999 | 2006 | 2012 | 2019 |
| ---- | ---- | ---- | ---- | ---- | ---- | ---- | ---- | ---- |
| 298  | 305  | 359  | 397  | 416  | 461  | 500  | 510  | 529  |

## Kultur und Sehenswürdigkeiten
- Kirche Saint-Pierre-aux-Liens: Südportal aus dem 16. Jahrhundert, Monument historique seit 1955 (Ausstattung bereits früher)
- Rathaus
- zahlreiche ältere Häuser
- Mahnmal für die Kämpfer der Resistance

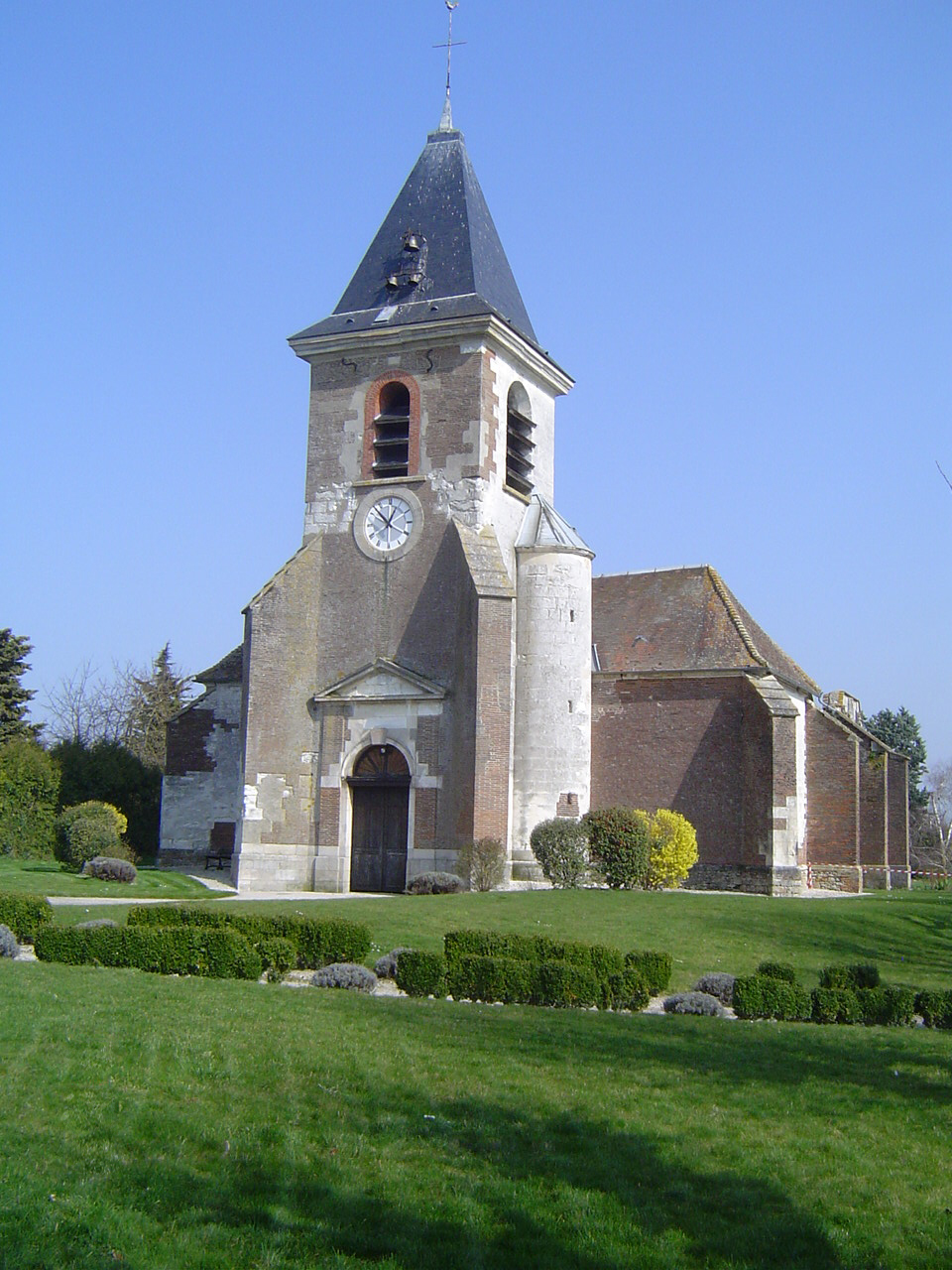
Kirche Saint-Pierre-aux-Liens